# Constitution de la Papouasie-Nouvelle-Guinée
Pour un article plus général, voir Politique en Papouasie-Nouvelle-Guinée.
Lire en ligne

Consulter

La constitution de la Papouasie-Nouvelle-Guinée est la loi suprême de l'État indépendant de Papouasie-Nouvelle-Guinée.

## Sources

## Compléments